# Agustín Stahl

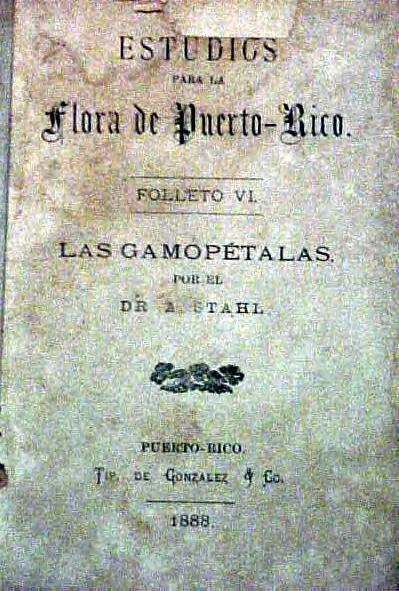
Sua obra : Flora de Puerto Rico

Agustín Stahl (Aguadilla, Porto Rico 21 de janeiro de 1842 — Bayamón 12 de julho de 1917) foi um médico e cientista porto-riquenho.

## Biografia
Agustín Stahl estudou medicina em universidades européias: Universidade de Wartburg ( Eisenach) e na  Universidade de Praga, onde graduou-se com o título de doutor em 1864. Depois da graduação retornou para Porto Rico, onde exerceu a medicina na cidade de Bayamón; porém, além da sua profissão interessou-se por vários outros campos do saber, levando-o à estudar e experimentar em  etnologia, botânica, e zoologia. Também se interessou pela história.
Stahl recebeu vários prêmios e condecorações de instituições, tais como: 
- Sociedade Antropológica Espanhola.
- Academia das Artes e das Ciências de Barcelona.
- Academia das Ciências Médicas da Catalunha.

Stahal foi membro e participante ativo "Partido Autonomista Puertorriqueño", convencido que Porto Rico deveria tornar-se independente da Espanha. Devido a sua ação política foi destituído de seu posto no  "Instituto Civil de Ciências Naturais" na Espanha, sendo deportado em 1898.
Morreu na cidade de Bayamón, estando seus restos mortais enterrados no cemitério munipal desta cidade. A cidade de  Bayamón transformou sua casa num museu dedicado a sua vida e a sua obra. O escultor porto-riquenho Tomás Batista criou um busto em sua homenagem, que está exposto
na  Universidade de Cayey.
O gênero Stahlia, e 5 espécies,  Argythamnia stahlii, Senna pendula var. stahlii , Eugenia stahlii, Lyonia stahlii, e Ternstroemia stahlii, foram nomeadas em sua homenagem.

## Obras
- Apuntes sobre la Flora de Puerto Rico.
- Informe sobre la enfermedad de la Caña de Azúcar.
- Flora de Puerto Rico
- Los indios de Puerto Rico.
- La fundación de Aguadilla,
- La fundación de Bayamón.